# Gala (Otok)
Gala falu Horvátországban Split-Dalmácia megyében. Közigazgatásilag Otokhoz tartozik.

## Fekvése
Splittől légvonalban 32, közúton 44 km-re északkeletre, Sinjtől 7 km-re keletre, községközpontjától 6 km-re északnyugatra, a dalmát Zagora területén, a Cetina bal partján fekszik.

## Története
Az emberi jelenlét első nyomai a korai bronzkortól tűnnek fel ezen vidéken, ahol az i. e. 1900 és 1600 közötti időben a cetinai kultúra virágzott, amely nevét arról kapta, hogy tárgyi emlékei főként a Cetina mentén kerültek elő. A falu Gacko nevű településrészén a szakemberek egy cölöpökön állt ősi települést tártak fel. A mai Dalmácia területén i. e. 1000 körül egy indoeurópai népcsoport az illírek és azoknak is egyik törzse a dalmátok telepedtek le. Jelenlétükről tanúskodnak a környező magaslatokon található ókori vármaradványok. Az illíreknek nincsenek írásos emlékeik, de számos római forrás emlékezik meg a harcias dalmátokról, akik a Neretva és a Krka folyók közötti területen éltek, így szállásterületük központja a Cetina vidékére esett. A dalmát ellenállást megtörve i. e. 156-ban a területet a rómaiak hódították meg. A térség két legjelentősebb római települése a Čitluk területén állt Aequum és a Gardun területén állt Tillurium voltak. Római villa rustica maradványai kerültek elő Gala határában is, ahol mezőgazdasági szerszámokat készítő műhely is működött. Gackón egy római veterán feliratos sírkövét és egy kora keresztény aranygyűrűt is találtak. A Római Birodalom bukása után 481-ben a keleti gótok szállták meg e területet. Később 530 körül a Bizánci Birodalom szerezte meg. A bizánciak több erődöt is építettek a dalmát területek védelmére, ezek közül az egyik maradványai Gala határában találhatók. A bizánci korból származhatott az a templom is, melynek alapfalai és kövei a Gacko-szigeten kerültek elő. 614-ben a hódító avarokkal együtt szláv törzsek érkeztek erre a vidékre. A Cetinai zsupánság a korai horvát állam egyik legősibb közigazgatási egysége volt, melyhez a mai Otok község területe is hozzá tartozott. A 925-ben megalapított horvát állam azonban nem volt hosszú életű és a horvát területekkel együtt az akkori Cetina vidéke is a magyar királyok uralma alá került a 11. század végén. A kezdetben a spalatói érsekség fennhatósága alá eső terület 1210-ben Domald klisszai és dalmát gróf, 1272-ben a bribiri grófok, 1345-ben pedig Nepilić Iváné lett és 1434-ig a Nepiliceké maradt. Kihalásuk után több birtokosa volt. A Cetina vidékét 1513-ban elfoglalta a török és az Oszmán Birodalom, azon belül pedig a Klisszai szandzsák része lett. Első írásos említése is erre az időszakra esik, a falut és templomát egy török defterben említik először 1604-ben. Több mint másfél évszázados török uralom után, 1687-ben szabadult fel az oszmán iga alól. Ezt követően a rámai ferences atyák vezetésével Boszniából és Hercegovinából keresztény lakosság települt le itt. Ez az otoki plébánia megalapításának időszaka, melyhez akkor a mai Otokon és Udovičićon kívül Gala, Gljev és Ruda hívei is hozzá tartoztak. A plébánia vezetését a sinji ferences atyák végezték. A velencei uralomnak 1797-ben vége szakadt és osztrák csapatok vonultak be Dalmáciába. 1806-ban az osztrákokat legyőző franciák uralma alá került, de Napóleon lipcsei veresége után 1813-ban újra az osztrákoké lett. 1830-ban megalapították az önálló gala-gljevi plébániát. 1918-ban az új szerb-horvát-szlovén állam, majd később Jugoszlávia része lett. A településnek 1857-ben 376, 1910-ben 733 lakosa volt. A második világháború idején a Független Horvát Állam része lett. A háború után a szocialista Jugoszláviához került. 1991 óta a független Horvátországhoz tartozik. 2011-ben a településnek 896  lakosa volt.

## Lakosság
| Lakosság változása | Lakosság változása | Lakosság változása | Lakosság változása | Lakosság változása | Lakosság változása | Lakosság változása | Lakosság változása | Lakosság változása | Lakosság változása | Lakosság változása | Lakosság változása | Lakosság változása | Lakosság változása | Lakosság változása | Lakosság változása |
| ------------------ | ------------------ | ------------------ | ------------------ | ------------------ | ------------------ | ------------------ | ------------------ | ------------------ | ------------------ | ------------------ | ------------------ | ------------------ | ------------------ | ------------------ | ------------------ |
| 1857               | 1869               | 1880               | 1890               | 1900               | 1910               | 1921               | 1931               | 1948               | 1953               | 1961               | 1971               | 1981               | 1991               | 2001               | 2011               |
| 376                | 387                | 400                | 492                | 562                | 733                | 696                | 806                | 889                | 950                | 902                | 949                | 1.086              | 1.087              | 1.016              | 896                |

## Nevezetességei
- A Mindenszentek tiszteletére szentelt római katolikus plébániatemploma a Krenica forrása felett emelkedő kis dombon áll. A templomot 1720 és 1730 között építették, mai formáját 1830-ban a bővítés után nyerte el. Kőből épített egyhajós épület dongaboltozatos apszissal. Homlokzatán a bejárat mellett két kis ablak, felette középen körablak látható. Legfelül áll a pengefalú harangtorony, benne két haranggal. A nagyoltár színes márványból készült a mindenszenteket ábrázoló festményt F. Ludwig festette 1893-ban. Az oltár két oldalán Szent Ferenc és Szent Antal szobrai láthatók. A hajóban a Boldogasszony szobra áll karján a kis Jézussal, mely alkotást a Gyógyító Boldogasszonyként tisztelnek. A templomot 1975-ben és 1997-ben részben felújították. Ekkor helyezték el a keresztút képeit, Nives Jukić festőművész alkotásait. 2004-ben az oltárképet restaurálták. Ebben az évben találták meg a templom padlásán azt a 18. századi keresztet, melyet később felújítva az oltár fölé helyeztek. A templom körül található a falu temetője, melyet kőkerítés övez.[3]
- A Cetina Gacko nevű szigetén 1950-ben meliorációs munkákat végeztek. Eközben ókori falakra, köztük egy épület apszisára és egy oltár előépítmény díszes töredékére bukkantak,[2] melyeket a 7. századra kelteztek. A maradványok a munkálatok során sajnos nagyrészt megsemmisültek, csak néhány töredék maradt fenn.
- A Sinji Boldogasszony tiszteletére szentelt úti kápolnáját a 20. század elején emelték.
- Védett építmény az a 19. századi kőhíd,[6] amely a Kosinac-patakot, a Cetina mellékfolyóját hidalja át. A 12 félkör alakú nyílásssal rendelkező híd, lekerekített pilléreken nyugszik, amelyek kőpárkányban végződnek. A híd feletti úttest szélessége nagyobb, mint a híd eredeti profilja. A bővítmény betonlapokból készült, és vaskorláttal kerítették el. A hidat a Trilj és Livno közötti forgalomnak építették. Méretét tekintve kiemelkedik a 19. században épült szebb és elegánsabb Sinjska krajnai hidak közül, bár az utóbbi időben állapota sokat romlott.